# Mani Haghighi
Mani Haghighi (persa: مانی حقیقی, romanitzat com a "Mānī Haqīqī"; nascut el 4 de maig de 1969) és un director de cinema, escriptor, productor de cinema i actor iranià. Haghighi va començar a fer pel·lícules l'any 2001.

## Primera vida i educació
Haghighi va néixer a Teheran, fill de la traductora i galerista Lili Golestan i del director de fotografia Nemat Haghighi. El seu avi matern és l'escriptor i cineasta Ebrahim Golestan.
Haghighi es va educar a l'Iran i, des dels 15 anys, a l'Appleby College al Canadà. Es va llicenciar en filosofia a la McGill University a Montréal, on va estudiar amb Charles Taylor i Brian Massumi, i va dirigir obres com Betrayal de  Harold Pinter i Macbeth de Shakespeare. Després va seguir estudis de postgrau a les universitats Guelph i Trent. Va contribuir amb un capítol a A Shock to Thought: Expression after Deleuze and Guattari, editat per Brian Massumi, i també va traduir This is Not a Pipe de Michel Foucault al persa.

## Carrera

### Cinema
L'oncle d'Haghighi, el fotoperiodista Kaveh Golestan, el va introduir en la fotografia i el cinema.
Haghighi va tornar a l'Iran el 2001 i va treballar durant diversos anys en publicitat, rodant anuncis de televisió, pel·lícules educatives i documentals. El seu primer llargmetratge, Abadan (2002), es va rodar amb una càmera Sony PD-150 sense permís de rodatge oficial. Va ser el primer llargmetratge independent iranià que es va rodar amb una càmera digital. La pel·lícula es va estrenar al Festival de Cinema de Tribeca l'any 2002.
La comèdia Kārgarān mashghul-e kārand (2006), basada en una idea de la història d'Abbas Kiarostami, es va estrenar a la secció Fòrum del Festival de Cinema de Berlín i va guanyar diversos premis internacionals, inclòs l'Asian Film Award pel seu guió.
El 2006, Haghighi i Asghar Farhadi van escriure Čahāršanbe Sūrī, un drama social-realista domèstic que tractava temes de classe i alienació a la Teheran contemporània. La pel·lícula, dirigida per Farhadi, es va estrenar a la secció de competició del festival de cinema de Locarno i va ser guardonada amb el premi al millor guió al Festival de Cinema dels Tres Continents de Nantes. Va guanyar el premi Golden Hugo al Festival de Cinema de Chicago.
Canaan (2007), la segona col·laboració escrita de Haghighi amb Farhadi, es va basar en "Post and Beam", una història curta de l'autora canadenca guanyadora del premi Nobel Alice Munro. Va marcar una sortida per a Haghighi de la comèdia negra absurda cap a una narració més directa del conflicte domèstic. La pel·lícula va guanyar el premi del públic a la secció internacional del Festival Internacional de Cinema de Fajr.
Paziraie sadeh (2012), el seu quart llargmetratge, va ser escrit en col·laboració amb el director de teatre Amir Reza Koohestani. Marcant un retorn a la preocupació de Haghighi per l'absurd, la pel·lícula explica la història de dos urbanites (interpretats pel mateix Haghighi i Taraneh Alidoosti) que condueixen per una regió muntanyosa i devastada per la guerra, repartint bosses d'efectiu als pobres vilatans a canvi de demandes cada cop més sàdiques. La pel·lícula es va estrenar a la secció Fòrum del Festival de Cinema de Berlín i va guanyar el premi Network for the Promotion of Asian Cinema (NETPAC).
Ejhdeha Vared Mishavad! fou rodada en exteriors a la Vall de les Estrelles a Qeshm al golf Pèrsic. La pel·lícula es va projectar a la secció de competició del Festival de Cinema de Berlín l'any 2016. Scott Foundas va anomenar la pel·lícula "la revelació de la Berlinale: un western de terror iranià amb un somni febril; Kiarostami troba Jodorowsky."
El 2016, Haghighi va fer 50 Kilo Albaloo, una popular comèdia romàntica que es va convertir, l'any de la seva estrena, en la tercera pel·lícula més taquillera de la història del cinema iranià. La pel·lícula es va incrustar ràpidament en la controvèrsia a causa del seu tracte franc de la sexualitat femenina i l'enfocament no convencional del romanç a la República Islàmica. Finalment es va prohibir la projecció, i el ministre de Cultura, Ali Janatti, va suposar que el seu llançament havia estat un error. Com a resposta, Haghighi va publicar dues cartes obertes consecutives a Janatti, explicant l'elaborat procés de censura que havia patit la pel·lícula i acusant-lo d'engany i mala fe. "Entrega la teva feina a algú que s'encarregui", va aconsellar al ministre. Jannati va renunciar al seu càrrec un mes després
El 2018, Haghighi va fer Khook, una comèdia negra sobre les desventures d'un director de cinema a la llista negra que està acusat falsament de l'assassinat en sèrie dels seus col·legues. Es va estrenar en competició al Festival de Cinema de Berlín i, posteriorment, va guanyar l'Amphore d'Or a la millor pel·lícula pel Festival International du Film Grolandais de Tolosa de Llenguadoc. Richard Brody de The New Yorker la va nomenar com una de les millors pel·lícules de l'any.
El setembre de 2022, la seva darrera pel·lícula Tafrigh es va estrenar a la secció Platform del Festival Internacional de Cinema de Toronto International. Aquesta nova pel·lícula, una coproducció entre França i l'Iran, tracta d'una parella casada que sembla haver trobat els seus doppelgängers.
L'octubre de 2022, en un període de convulsió política a l'Iran, a Haghighi li van confiscar el passaport i se li va impedir sortir del país mentre intentava volar al Regne Unit per a una projecció de la seva pel·lícula Tafrigh al Festival de Cinema de Londres.

### Els documentals de Mehrjui
Entre 2007 i 2016 Haghighi va produir i dirigir dos documentals sobre el cineasta iranià Dariush Mehrjui. La pel·lícula més curta Hamoon-baz-ha (2008) va tractar l'èxit fenomenal de la clàssica pel·lícula de culte de Mehrjui Hamoun (1989). Haghighi va publicar una crida oberta a tots els que es consideressin fan de la pel·lícula per escriure-li una explicació d'una pàgina sobre les seves raons per estimar-la. Entre els centenars de respostes va escollir cinc persones per explicar les seves històries. La segona pel·lícula, Mehrjui: Karname-ye chehel saleh (2015), és una exploració de tota l'obra de Mehrjui a través d'entrevistes detallades amb el mateix Mehrjui, així com amb els seus col·laboradors i crítics. La pel·lícula va guanyar el premi al millor director de pel·lícula documental del Festival Internacional de Cinema de Fajr.

## Controvèrsia i judici de Yalasarat
El setembre de 2016, el setmanari fonamentalista Yalasarat al-Hussein va publicar un article que afirmava haver descobert un triangle amorós que implicava Haghighi, l'actriu Taraneh Alidoosti i el director Asghar Farhadi. L'article, que es referia als protagonistes amb pseudònims ben velats, va provocar una indignació instantània. El director Ebrahim Hatamikia i el comitè executiu del sindicat de cineastes van exigir accions legals contra la revista. Al final, Farhadi i Alidoosti van decidir no emprendre accions legals, però Haghighi va presentar una denúncia formal i, el març de 2019, l'editor de la publicació, Abdolhamid Mohtasham, va ser declarat culpable de difamació i condemnat a una condemna suspesa d'un any i a cinc anys de revocació de la llicència de la publicació.

## Filmografia
Com a director i guionista
- Abadan (2003)
- Kārgarān mashghul-e kārand (2006)
- Hamoon Bazha (2007)
- Canaan (2007)
- Paziraie sadeh (2012)
- Mehrjui: Karname-ye chehel saleh (documentary, 2016)
- Ejhdeha Vared Mishavad! (2016)
- 50 Kilo Albaloo (2016)
- Khook (2018)
- Tafrigh (2022)

Com a coguionista
- Čahāršanbe Sūrī (2006)

Com a actor
- Dar bāre-ye Elly (2009)
- Vorood-e-Aghayan Mamnoo (2011)
- Melbourne (2014)
- Ma hame baham hastim (2018)
- Sorkhpust (2019)
- Dozist (2020)
- Won't You Cry? (2022)